# وسواس (فیلم ۲۰۱۶)
وسواس (به هندی: Fitoor) فیلمی محصول سال ۲۰۱۶ و به کارگردانی آبیشک کاپور است. در این فیلم بازیگرانی همچون کاترینا کایف، تابو، آدیتیا روی کاپور، ادیتی رائو حیدری، لارا دوتا، اجی دیوگن ایفای نقش کرده‌اند.
این فیلم نسخه‌ای بالیوودی از کتاب آرزوهای بزرگ اثر چارلز دیکنز است.